# セイヨウウスユキソウ
セイヨウウスユキソウ（西洋薄雪草、学名：Leontopodium alpinum）は、キク科ウスユキソウ属に分類される高山植物。ハナウスユキソウ（花薄雪草）と呼ぶ場合もある。
ヨーロッパ各国において、単にエーデルワイスといえばこの植物種を指す。ただし日本には本種が分布しないため、ウスユキソウ属に分類される高山植物全てがエーデルワイスと称されることがよくある。日本産種で本種にもっとも外観などが似ている近縁種はハヤチネウスユキソウであると一般に言われている。

## 分布
ヨーロッパアルプスが生育地として有名であり、ヨーロッパのウスユキソウ属 Leontopodium は本種のみとされるが、実際にはイタリア半島東部からヨーロッパ南東部にかけて、かなり形態の異なるウスユキソウ属植物（日本での通称はレオントポディウム・ニワレ）が分布している。この植物は学者により亜種 L. alpinum ssp. nivale とされたり、別種 L. nivale に分類されることもある。後者の場合、本種がL. nivale の亜種 L. nivale ssp. alpinum として扱われる。
レオントポディウム・ニワレを L. alpinum ssp. nivale と扱った場合、西はピレネー山脈から東はトルコの山岳地帯までに生育している。中央アジアの高山帯、シベリア、パミール高原、西ヒマラヤに産するものまで亜種 L. alpinum ssp. pamiricum とみなす場合もある。

## 生態
高度2000-2900mの高山帯の石灰岩地を好む。地上部には綿毛が密生しており、羊毛を被ったかに見える。開花茎は20-30cmほどまで伸びるが、栽培環境下では最長40cmにまで成長したことがある。花は星のように長くて白い花弁を伸ばしているかに見えるが、花弁ように見えるのは苞葉と呼ばれる変形した葉であり、本当の花はその中心に立った径5-6mmの小さく黄色い筒状の花序、5～6輪がそれである。開花期は7-9月。多年生ではあるが、寿命はそう長くはない。
地上部を緻密に覆う綿毛は高地環境へ適応した結果と見られる。本種に限らず高山植物は他の植物が生育しえない場所で成長するため寒さ、乾燥、および紫外線から植物体を保護する何らかの仕組みが必要だからである。
レオントポディウム・ニワレは草丈が本種よりずっと低く10cmに満たない。また綿毛の量が本種のそれよりずっと多い。

## 人間との関係
一般にはエーデルワイスの名で知られ、ヨーロッパでもっとも有名な高山植物である。エーデルワイスの名はドイツ語の edel（高貴な、気高い）と weiß（白）に由来する。ドイツ語圏以外でも本種の呈する白い外観は純潔の象徴と捉えられており、ルーマニア語名 floarea reginei（女王の花）もこれに由来している（元々はラテン語である）。
高山帯に見られるため多くの地域において山や山に関する事物に関連づけられており、また花言葉にもなっている純潔の象徴としてもさまざまな事物にその名が引用されている。エーデルワイスの名を持つ事物の一覧については「エーデルワイス」を参照。
学名は属名 Leontopodium が「ライオンの足」を意味しており、ギリシア語の leon（ライオン）と podion（pous、足の小さい人）の合成語である。種小名は「高山に産する」といった意味を持つ。

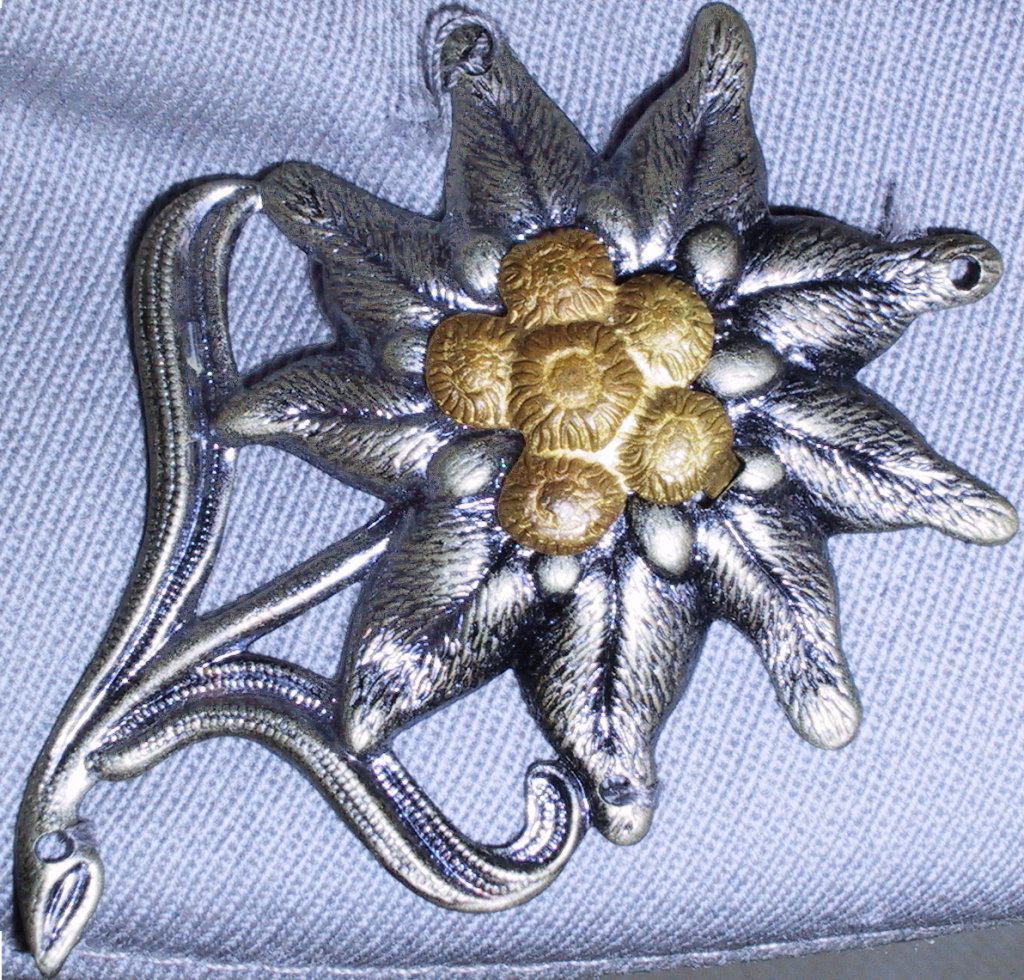
ドイツ陸軍の山岳猟兵が山岳帽に佩用するエーデルヴァイス章

スイス連邦および非公式ながらオーストリア共和国の国花に選定されている。
ドイツ語圏(ドイツやオーストリア、スイスなど)における山岳戦の専門部隊である山岳猟兵のシンボルとしてエーデルヴァイスの意匠が採用されている。
自生地では古くから消化器及び呼吸器疾患に対する処方薬として民間療法で使用されてきた。一方で園芸植物としてもロックガーデンなどで盛んに栽培されており、ヨーロッパアルプスの観光地では種子に苗、花や蕾の付いた株をよく売っている。成長が早く、きわめて簡単に種子から育てることができる。
ヨーロッパ・アルプスにおいては、夏季に高山帯に家畜を上げ放牧する習慣があるため、それら家畜の食害を受けたり、スイスの観光地などでは開発により個体数が激減しており自生株自体がそう多くない。また、名や象徴から受けるイメージから華やかな印象があるのだが、実物は開花中であってもとても地味で目立たないため、現地を散策し野生の本種を発見するのは難しい。

### その盛衰
本種は、13世紀頃にはアルプス地方では家畜小屋の燻蒸用原料や薬草として多量に使用されており、ごく普通に産していたことが分かる。薬草としても重要で、このころは本種の名としてもバウホヴェーブレーム（腹痛草）、ルールクロイテル（赤痢草）、ブルートゥンゲンクラウト（肺血草）など、多く病気の名を付けて呼ばれた。高山での牧畜が発展するとエーデルワイスの採取量は急増し、のち次第に減少した。更に18世紀頃からチロル地方で長い名を嫌い、同じく薬草であったヨモギの1種であるエーデルラウテを真似てエーデルワイスと呼ぶことになった。
19世紀のロマン主義の台頭によって神秘的なものへのあこがれとしてエーデルワイスは愛や操、堅信など『不死・不滅のシンボル』として祝典や恋愛などに用いられるようになり、本種は更に採取され、減少することになった。ついに本種はよほど険しい場所でしか見られなくなり、採集者が転落死するケースが続発した。その為本種は『アルプスの植物ローレライ』とまで呼ばれ、これが絵画や彫刻のモチーフになった。
本種の減少は政治上の話題ともなったが、具体的な保護策は随分遅れ、スイスで採集禁止になったのは1909年である。だがそれでも観光客や地元の観光業者や花屋などは採集を行い続け、現在でも本種の野生株を見ることはきわめて難しい。